# Kvinnlighet och erotik
Kvinnlighet och erotik är en berättelse av Anne Charlotte Leffler. 
Del 1 (1883) är en novell som handlar om den unga och självständiga svenskan Alie, som har bildat ett slags otraditionell familj med en äldre kvinna, mor till Alies första kärlek. Novellen kan beskrivas som en del av den svenska litteraturens feministiska 1880-tal, där politik diskuterades i litterär form. Del 2 (1890) är både tematiskt och stilistiskt annorlunda än del 1. Den kallades novell av förlaget men är snarare en kort roman. Här reser Alie till Italien och förälskar sig i en italiensk greve (precis som Leffler själv gjorde). Berättelsen beskriver sedan hur Alie kämpar för att behålla sin självständighet samtidigt som hon ger sig själv åt sin älskade. Den andra delen av Kvinnlighet och erotik anses av många som en av höjdpunkterna i Lefflers författarskap.
Som svar på samtidens anklagelser om att berättelsen skulle vara alltför öppet erotisk och självbiografisk skrev Leffler ett efterord till den danska utgåvan av Kvinnlighet och erotik 2. Här försvarar hon inte bara verket, utan utvecklar också sin syn på litteraturens och författarens uppgift.